# Euscelidia glabra
Euscelidia glabra är en tvåvingeart som beskrevs av Dikow 2003. Euscelidia glabra ingår i släktet Euscelidia och familjen rovflugor. Inga underarter finns listade i Catalogue of Life.